# 카슈미르어

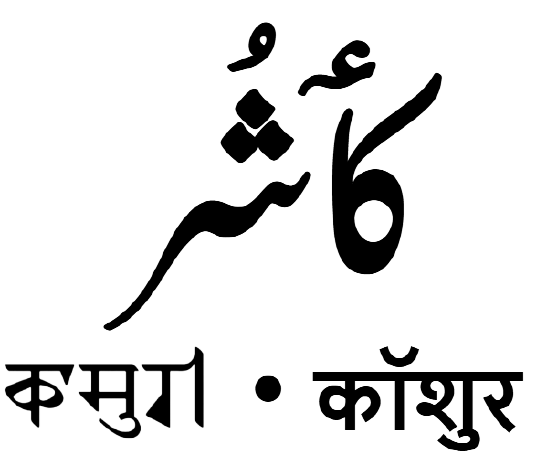

카슈미르어는 인도아리아어군의 다르드어군 언어의 일종으로, 카슈미르 지역(인도의 잠무 카슈미르 주와 파키스탄의 아자드 카슈미르)의 민족인 카슈미르인에 의해 사용된다.
문법적으로 부분적인 능격성과 보기 드문 V2 어순을 특징으로 한다. 중세에는 산스크리트어의 샤라다 문자로 표기되었고, 오늘날에는 지역에 따라 데바나가리 문자 또는 페르시아 문자로 표기된다.
많은 카슈미르인들은 우르두어나 영어를 제2언어로 함께 구사하는 경우가 많다. 2008년부터는 카슈미르 지대의 공공 학교에서 카슈미르어를 중등교육까지 의무적으로 가르치게 되었다. 현재 인도의 22개 공인 지역어 중 하나로 지정되어 있으며, 2020년 잠무 카슈미르 주의 공용어가 되었다.

## 음운

### 자음
|                |        | 양순음 | 치음 | 치경음 | 권설음 | 후치경음/ 경구개음 | 연구개음 | 성문폐쇄음 |
| -------------- | ------ | ------ | ---- | ------ | ------ | ------------------ | -------- | ---------- |
| 비음           | 비음   | m      | n    |        |        |                    |          |            |
| 파열음/ 파찰음 | 평음   | p⠀b    | t⠀d  | t͡s     | ʈ⠀ɖ    | t͡ʃ⠀d͡ʒ              | k⠀ɡ      |            |
| 파열음/ 파찰음 | 기식음 | pʰ     | tʰ   | t͡sʰ    | ʈʰ     | t͡ʃʰ                | kʰ       |            |
| 마찰음         | 마찰음 |        |      | s⠀z    |        | ʃ                  |          | h          |
| 접근음         | 접근음 | w      | l    |        |        | j                  |          |            |
| 전동음         | 전동음 |        | r    |        |        |                    |          |            |

### 모음
|          |          | 전설음 | 중설음 | 후설음 |
| -------- | -------- | ------ | ------ | ------ |
| 고모음   | 고모음   | iː     | ɨː     | uː     |
| 근고모음 | 근고모음 | ɪ      |        | ʊ      |
| 중모음   | 중모음   | e eː   | ə əː   |        |
| 중저모음 | 중저모음 |        | ɜ      | ɔ ɔː   |
| 저모음   | 저모음   |        | ɜː     |        |

## 같이 보기
- 카슈미르